# Flector

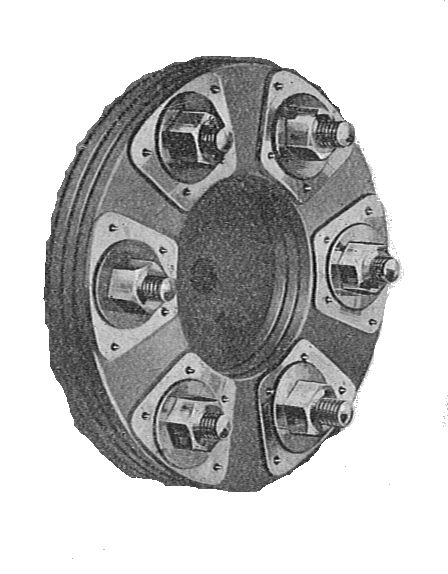
Flector de caucho vulcanizado, circa 1919

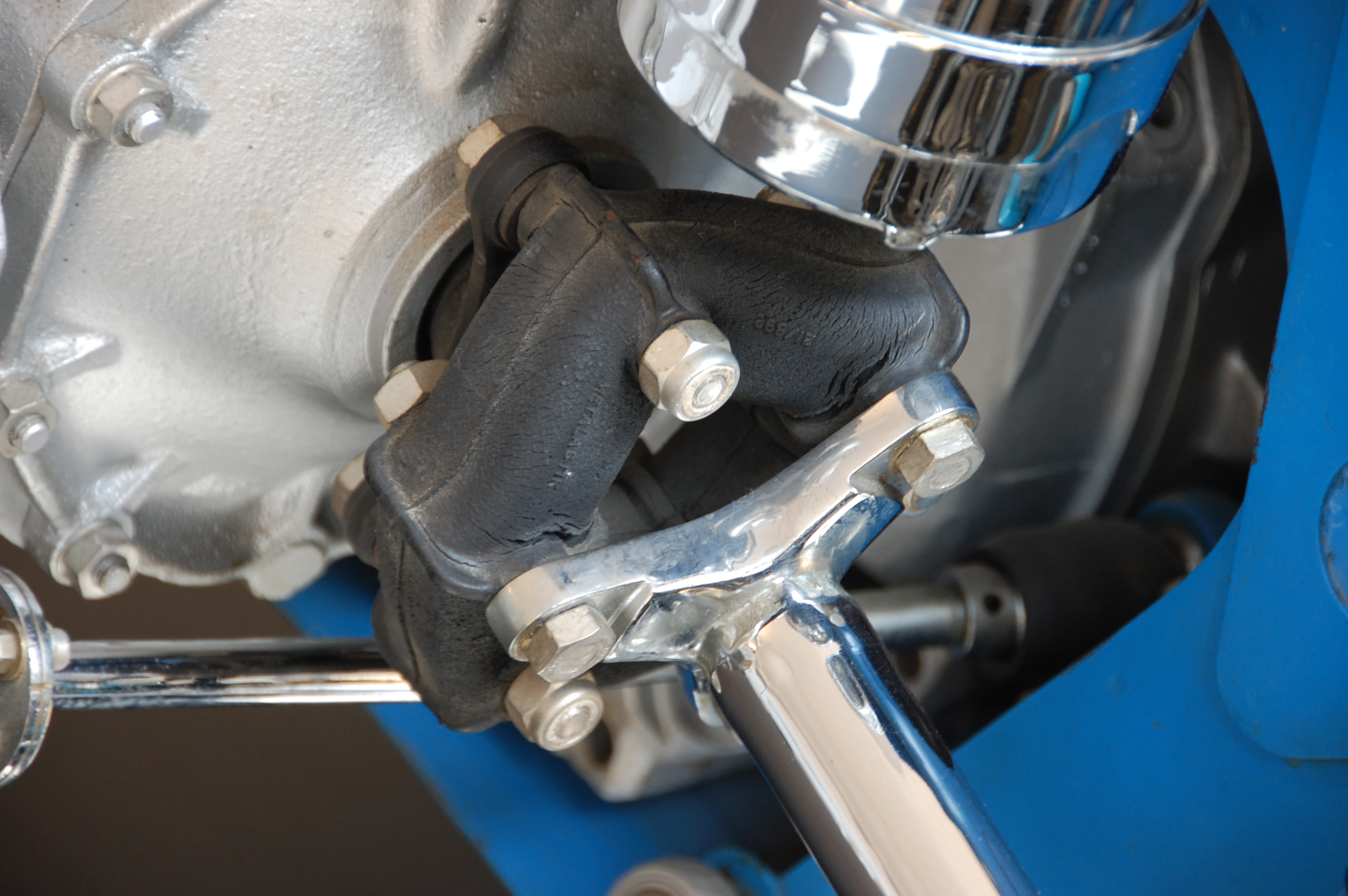
Flector empleado en la transmisión de un Matra MS7 de Fórmula 2. Nótese el deterioro que comienza a aparecer en la goma

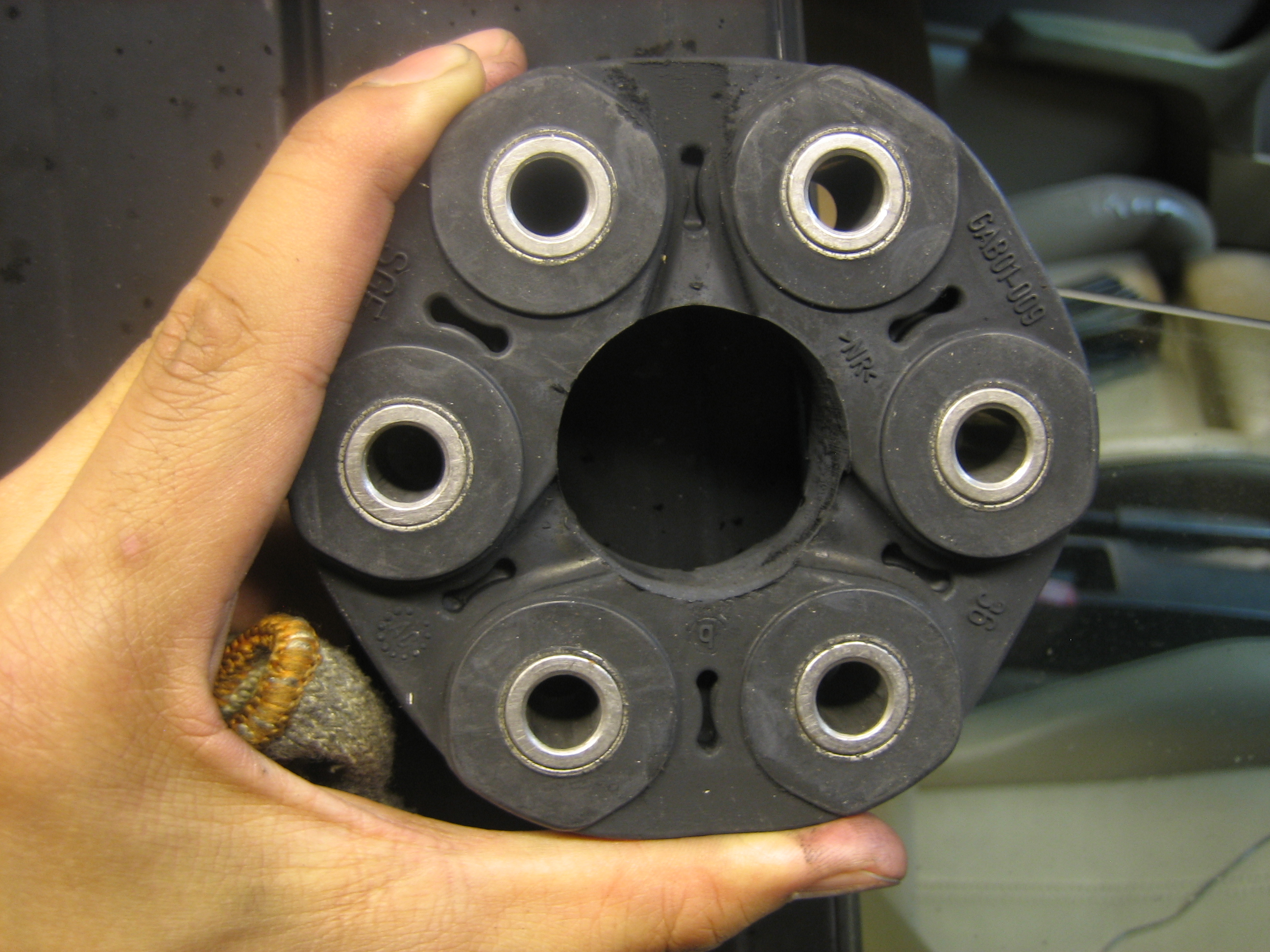
Un flector Giubo

Un flector, también conocido como disco flexible, junta textil -rag joint- o junta rotoflex, es un tipo de junta utilizada para transmitir par de rotación de un árbol de transmisión a otro dispositivo mecánico.
Los flectores están hechos de goma sintética flexible y están diseñados para permitir cierta desalineación angular al tiempo que reducen la vibración en aplicaciones de transmisión de potencia mecánicas.

## Orígenes
Los orígenes de esta forma de articulación universal se remontan a los sistemas de dirección utilizados en los años 20, que empleaban un disco de cuero grueso. A medida que la tecnología del caucho mejoró (particularmente por su resistencia a los aceites minerales derramados), fue posible reemplazar el cuero por caucho a mediados de la década de 1930.

## Principio de funcionamiento
El flector está compuesto de un disco de caucho vulcanizado con cuerdas de refuerzo similar a un neumático. Este disco está atornillado o remachado por sus dos caras a dos bridas o platos de presión montados en los extremos de ejes,  los orificios para los pernos a menudo se refuerzan con arandelas metálicas embutidas en el caucho.
Un tipo especial de flector es el "Giubo" o Rotaflex, su nombre original "Giubo" (/ˈdʒuːboʊ/) proviene de la contracción de la palabra italiana giunto ('junta') y el apellido del ingeniero Antonio Boschi quién lo diseñó y patentó fundando después GIUBO SpA, empresa dedicada a su diseño, fabricación y comercialización. Está compuesto de un cuerpo de goma elástico atravesado por varios cilindros metálicos. Tanto el eje de entrada como el de salida se conectan al flector mediante platos de unión o  "pletinas" -flanges en inglés- atornillados alternativamente a los cilindros metálicos, de modo que ambos platos no están conectados directamente sino sólo a través del material de goma. La elasticidad de la goma absorbe vibración y se flexa para permitir cierto grado de dealineación. Para permitir la transmisión del par, la goma está reforzada internamente con fibra.

## Utilización
Históricamente se emplearon en ejes de dirección, conectando el volante con el eje de entrada del engranaje de dirección proporcionando una pequeña cantidad de flexión de unos pocos grados del mismo plano que el eje de entrada del mecanismo de dirección y aislando el volante de vibraciones. 
Los primeros giubo se diseñaron a propósito para el Alfa Romeo 1900 producido entre 1950 y 1959. Ha sido utilizado en la transmisión de muchos vehículos posteriormente entre ellos los Lotus Elan o el Land Rover Discovery bajo el nombre Rotoflex.
En la actualidad su uso principal esta en la cadena cinemática de vehículos de propulsión trasera. En estos vehículos el árbol de transmisión atraviesa el vehículo longitudinalmente y está conectado mediante un flector a la caja de cambios (movimiento limitado) y una junta cardánica al diferencial (mayor movimiento), o viceversa, el sistema se sigue utilizando por su capacidad de absorción de vibraciones.